# Vyšný Medzev
Vyšný Medzev es un municipio del distrito de Košice-okolie en la región de Košice, Eslovaquia, con una población estimada a final del año 2024 de 551 habitantes.
Se encuentra ubicado en el centro de la región, en la cuenca hidrográfica del río Sajó (afluente derecho del Tisza) y cerca de la frontera con la región de Prešov y con Hungría.

## Demografía
| Año        | 1994 | 2004 | 2014    | 2024    |
| ---------- | ---- | ---- | ------- | ------- |
| Población  | 0    | 536  | 520     | 551     |
| Diferencia |      | –    | −2,98 % | +5,96 % |

| Año        | 2023 | 2024    |
| ---------- | ---- | ------- |
| Población  | 554  | 551     |
| Diferencia |      | −0,54 % |